# Tilde Stromquist
Tilde Stromquist (* 17. Mai 2004 in Sundsvall) ist eine schwedische Tennisspielerin.

## Karriere
Stromquist spielt vorrangig auf der ITF Women’s World Tennis Tour, wo sie bislang aber noch keinen Titel gewinnen konnte.
2018 wurde sie zusammen mit Emelie Westin schwedische Meisterin im Doppel der U14.
2021 gewann Stromquist als jüngste Spielerin mit 16 Jahren die TP/Gardell Open RQT.
2023 qualifizierte sie sich für das Hauptfeld der mit 40.000 US-Dollar dotierten XX Montemor Ladies Open, wo sie dann in der ersten Runde mit 1:6 und 4:6 gegen Alexandra Bozovic verlor. Im November verlor sie an der Seite ihrer Partnerin Sara Lanca in der ersten Runde der Campus Carby VW Ladies Open gegen die Paarung Kathleen Kanev und Ana Filipa Santos mit 4:6 und 1:6.
2024 erreichte sie Anfang Oktober bei den mit 40.000 US-Dollar dotierten The Campus Carby VW Ladies Open mit einem 4:6, 6:2 und 6:2 über Monika Stankiewicz das Achtelfinale, wo sie dann gegen Kryszina Dsmitruk mit 4:6 und 2:6 verlor.
Ende November 2024 kletterte sie erstmals unter die Top-1000 der WTA-Einzelweltrangliste und auf Platz sieben der schwedischen Rangliste.